# Cait Sith
Cait Sith es un personaje del famoso RPG Final Fantasy VII de la empresa Squaresoft (ahora, Square Enix). Diseñado por Tetsuya Nomura, Cait Sith es un gato robótico que su primera versión, monta sobre un muñeco gigante de Moguri, ambos, controlados por uno de los directivos de Shinra. Se enlaza en la trama cuando se une al grupo AVALANCHA en Gold Saucer cuando Cloud llega al parque y les predice el futuro.

## Apariencia
Es un robot con forma de gato color gris, salvo por el vientre, parte de la cabeza y el extremo de la cola, que son de color blanco. Tiene orejas puntiagudas y tres pares de bigotes, además de una larga cola. Porta en su cabeza una pequeña corona dorada, grandes guantes blancos, un par de botas color pardo y en el cuello lleva atada una corta capa roja, ocasionalmente se le ve portando un megáfono amarillo. Es capaz de erguerse como un animal bípedo pero en Final Fantasy VII se maneja montado en un Moguri de contextura ancha, color rosado, dos colmillos en la boca y grandes puños con los que puede golpear al enemigo. En su espalda posee dos pequeñas alas de murciélago y una cremallera que dejan ver que es un muñeco. Sin embargo, en Final Fantasy Adven Children Complete, Cait Sith se muestra únicamente montado en el lomo de Red XIII y no es hasta Final Fantasy Didge of Cerberus que se puede comprobar que es capaz de caminar a dos patas. 

## Historia
Cait Sith aparece por primera vez en Gold Saucer, un parque de atracciones que se encuentra en el desierto de Corel, y al cual solo es posible llegar por medio de un teleférico desde Corel del Norte. Cloud Strife y sus amigos, se encuentran en la búsqueda de la "Piedra Angular" la llave que les permitirá entrar al "Templo de los Ancianos". Allí se encuentran con Cait Sith, quien se presenta como una máquina adivinadora que se ofrece a revelarles el futuro. Tras dos fallidos intentos, a la tercera oportunidad profetiza un final dramático, por el cual Cloud se sobresalta, y aunque Cait Sith piensa haber vuelto a errar en su predicción, resulta ser cierta ("Encontraréis lo que buscáis pero perderéis algo querido", con lo que se refería a la muerte de Aeris). A continuación, AVALANCHA pretende seguir su camino, pero Cait Sith se niega a separarse y como Cloud no es capaz de librarse de él, permanece en el equipo.
Más tarde, luego de un gran trayecto de viaje, cuando Cloud se encuentra con Reno y Rude en Gongaga, quienes ya sabían que el grupo pasaría por allí, surge la idea de que puedan tener un espía en el grupo. Al principio se piensa que es Yuffie Kisaragi, ya que les traiciona en Wutai para robarles la Materia al mismo tiempo que aparecen soldados de Shinra, pero Yuffie revela que no tenía otros planes que adueñarse de la Materia y no tenía nada que ver con Shinra. Luego, con Yuffie de nuevo en el equipo, Cait Sith roba la "Piedra Angular" y se la da a Tseng para que pueda entrar al "Templo de los Ancianos" y revela ser el traidor, puesto que quien controla a Cait Sith es un miembro de Shinra. Aunque Cloud, enfadado, quiere asesinarle, Cait Sith usa a Marlene y Elmyra Gainsborough como rehenes para que el grupo no le rechazase.
Después de encontrarse con Sephiroth dentro del templo, descubren que para obtener primero la Materia Negra, antes que Sephiroth, es necesario resolver una serie de enigmas, pero a cada enigma resuelto el templo se encogerá cada vez más, por lo tanto, alguien debía sacrificarse. Tras esta conclusión, Cait Sith, reflexionando sobre sus actos, se ofrece como sacrificio ya que solo se destruiría su cuerpo robótico. Así el grupo le perdona la traición, aunque Cloud se mantiene aún desconfiado, mientras que por el contrario, Aeris le desea suerte y le dice que sea valiente, lo cual lo alegra profundamente. Una vez que su cuerpo fue destruido, continúa su viaje con AVALANCHA mediante el modelo Cait Sith n.º 2, idéntico al n.º 1. 
Cuando Tifa Lockhart y Barret Wallace son capturados por Shinra y van a ser asesinados, Cait Sith les ayuda a escapar. Finalmente, cuando AVALANCHA se infiltra en la ciudad tras impedir que ARMA Diamante llegara a Midgar, desde el mar quiere destruir la ciudad y aunque el rayo de Mako del cañón "Hermana Ray" le impacta, matándolo definitivamente, sus misiles impactan en el edificio Shinra y aparentemente muere Rufus Shinra en la explosión. Por esto, Heidegger y Escarlata, dos directivos de la compañía, se hacen con el poder y ordenan que encierren a Reeve Tuesti (Encargado del Departamento del Desarrollo Urbano de Shinra) por intentar interferir en sus oscuros planes, quien se revelea ser, todo aquel tiempo, el controlador de Cait Sith.
Mientras sobre el final de la historia, el robot Cait Sith acompaña al equipo a derrotar a Sephiroth de una vez por todas en el Cráter del Norte, su manipulador, Reeve, se encuentra evacuando la ciudad de Midgar ante la proximidad de Meteoríto para conducirlos a un refugio, posiblemente Kalm, ya que Marlene se encuentra allí y él aseguró su protección a Barret. 
Finalizada la guerra, Reeve Tuesti funda la WRO (World Regeneration Organization) para poder arreglar los desastres de la guerra y ayuda con la construcción de la nueva ciudad, Midgar Edge. Aunque poco se cuenta de este tránsito, en "One the way to a smile" en el Episodio de Denzel, se lo menciona como jefe de esta organización aunque no a Cait Sith. Dos años más tarde, volvería aparecer brevemente Cait Sith, en Final Fantasy Advent Children Complete, aunque sin el Moguri, cuando AVALANCHA se reúne para poder luchar contra el Bahamut SIN invocado por Kadaj. Y un año más tarde, tendrá un papel más importante en el Final Fantasy Didge of Cerberus, ayudando a Vincent Valentine contra DeepGround.

## Puntos fuertes
En magias es en lo que más destaca Caith Sith pero también en sus límites con los que puede lanzar dados para hacer daño a los rivales o comerse a uno de los del grupo para volverse mucho más poderoso.
- Datos: Q11680398